# Apoclima incisum
Apoclima incisum là một loài tò vò trong họ Ichneumonidae.